# Jorge Marco de Oliveira Moraes
Jorge Marco de Oliveira Moraes, meglio noto come Jorge (Rio de Janeiro, 28 marzo 1996), è un calciatore brasiliano, difensore svincolato.

## Caratteristiche tecniche
Terzino sinistro dotato di buon fisico e bravo in entrambe le fasi del gioco, è molto abile nei cross e nelle progressioni offensive. Per le sue caratteristiche è stato paragonato ad Alex Sandro.

## Carriera

### Nazionale
Nel 2015 è stato convocato dalla nazionale Under-20 brasiliana per disputare il campionato mondiale di categoria.

## Palmarès

### Competizioni nazionali
- Campionato francese: 1

Monaco: 2016-2017

### Competizioni internazionali
- Coppa Libertadores: 2

Palmeiras: 2021
Fluminense: 2023
- Recopa Sudamericana: 1

Palmeiras: 2022

### Competizioni statali
- Campionato paulista: 1

Palmeiras: 2022
- Campionato Carioca: 1

Fluminense: 2023